# From Prada to Nada
From Prada to Nada (titulada: Pobres Divas en México y De prada a nada en Colombia) es una película romántica de comedia dirigida por Angel Gracia y producida por Gary Gilbert, Linda McDonough, Gigi Pritzker y Chris Ranta. La trama fue concebida de la novela Sense and Sensibility de Jane Austen.
El guion fue adaptado por Luis Alfaro, Craig Fernández y Fina Torres para que sea una versión latina de la novela inglesa.
El lanzamiento de la película en Estados Unidos fue el 28 de enero de 2011 en 256 cines en todo el país. Recaudó $3.1 millones y estuvo en el número 17 en la taquilla.

## Sinopsis
Esta es la breve historia de dos hermanas de clase alta que viven en Beverly Hills, provenientes de padres mexicanos pero criadas en Estados Unidos de América por su padre ya que carecen de madre, la primera de ellas "Nora Domínguez" (Camilla Belle) es una bella estudiante de leyes restringida al amor y la otra "Mary Domínguez" (Alexa Vega) una mujer consentida de su padre, a la que gusta de vestirse de ropa cara como Prada (mencionada en la película) y estudiante sin normas que seguir en la vida. 
Al celebrar el 55 cumpleaños de su padre (Alexis Ayala), muere de un infarto repentino y estas hermanas quedan huérfanas. Los problemas de la herencia no se hacen esperar y al reclamarse aparece un medio hermano de ellas, "Gabe Jr." (Pablo Cruz Guerrero) fruto de una relación anterior al matrimonio de su padre.
Ellas se dan cuenta de que su padre ha dejado muchas deudas al morir, por la crisis económica del país y problemas con sus inversiones de riesgo, así que su medio hermano y su joven esposa (April Bowlby) se quedan con la casa perteneciente a ellas para remodelarla y posteriormente venderla, pagar las deudas y repartirse entre ellos lo que pueda quedar de las inversiones de su padre. 
El vivir con su cuñada en la casa es un martirio, por los malos tratos y las humillaciones que deben soportar, así que después de varios insinuaciones de esta mujer contra ellas, deciden huir para vivir con su tía, la noble y amorosa "Aurelia" (Adriana Barraza), quien vive al este de Los Ángeles en un barrio latino, de gente pobre y trabajadora, donde aprenden la importancia de trabajar para ganarse la vida cada día, las costumbres y tradiciones de sus ancestros, dejando atrás la vida de comodidad, lujos y vanidad que tenían cuando su padre estaba con vida.
Al abrazar la cultura de sus ancestros, que durante tanto tiempo se negaron a aceptar, ambas hermanas descubren el romance, el verdadero significado de la familia y se enteran de que la vida de Prada en realidad significa Nada, sin el amor, la familia y la comunidad.
La película fue filmada en Monterrey y Guadalupe, Nuevo León, México en la colonia paraíso, en la cual se dio lugar a grandes montajes de escenografías para transportar a los cineastas a otras localidades.

## Elenco
- Camilla Belle como Nora.
- Alexa Vega como Mary.
- Wilmer Valderrama como Bruno.
- Nicholas D'Agosto como Edward.
- Kuno Becker como Rodrigo Fuentes.
- Adriana Barraza como Aurelia Domínguez.
- April Bowlby como Olivia.
- Karla Souza como Lucy.
- Alexis Ayala como Gabe Domínguez.
- Adan Canto como Jock.
- Begoña Narváez como Cary.
- Leticia Fabián como Natalia.
- José María Negri como Benjamín Kerensky.
- Monica Burnes como Enfermera.
- Catalina López como Trinita.
- Romina Peniche como Rosita.
- Oliverio Gareli como Marco Antonio.
- Luis Rosales como Juan.
- Pablo Cruz Guerrero como Gabe Jr.
- Antonio Hernández Como Cliente.
- Jonathan como payaso.
- Santos Hernández como payaso.
- liyo como liyo becker.
- Pedro Méndez como Pete.
- Geraldine Zinat como Recepcionista Bibian Ruiz

## Recepción
La película recibió críticas negativas a mixtas después de su lanzamiento.

## Soundtracks
- California Gurls. Escrita por Snoop Dogg (as Calvin Broadus), Lukasz Gottwald, Katy Perry, Benjamin Levin, Bonnie McKee, Max Martin. Interpretada por Katy Perry featuring Snoop Dogg. Cortesía de Capitol Records. Under license from EMI Film & Television Music.

- Cielito Lindo. Escrita por Quirino Mendoza (as Quirino Mendoza Cortez). Arreglada e interpretada por Mariachi Sol De México de Jose Hernández.

- Las Golondrinas. Traditional. Arreglada e interpretada por Mariachi Chapala.

- Sad Song. Escrita por Heather D'Angelo, Erika Spring, Mary Ann Hart. Interpretada por Au Revoir Simone. Cortesía de Our Secret Company.

- Boom. Escrita por MC Mágico and Alex Wilson. Cortesía de APM Music.

- Así Yo Nací. Escrita por Reinery Diaz-Hernandez, Neiver A. Alvarez, Daniel Indart, Danny Osuna. Interpretada por Rey El Vikingo.

- Cielito Lindo. Arreglada e interpretada por Marta Gómez. Cortesía de Chesky Records and Manhattan Production Music.

- Help Me. Escrita por José Antonio Bravo Maurel, Francisca Valenzuela (como Francisca Valenzuela Méndez). Interpretada por Latin Bitman feat. Francisca Valenzuela. Cortesía de Nacional Records.

- El Barrio Esta Caliente. Escrita por Reinery Díaz-Hernández, Neiver A. Alvarez, Daniel Indart, Danny Osuna. Interpretada por Rey el Vikingo.

- MLB on Fox Theme. Escrita por Phil Garrod, Reed Hays and Scott Schreer. Cortesía de Fox Sports Productions, Inc.

- Fuego. Escrita por Michael 'Inno' McCain (as Michael McCain), Anthony Butler, Steven Williams and Danica Rozelle. Interpretada por Michael 'Inno' McCain (as Inno) (Featuring Anthony). Cortesía de Aperture Music.

- In The Stars. Escrita por Jess Penner (as Jessica Penner). Interpretada por Jess Penner. Cortesía de Position Music/Recurrent Records.

- Pachangueando. Escrita por Ramon F. Nova and Maya Martinez. Interpretada por Pacha Massive. Cortesía de Nacional Records.

- Beat Of My Own Song. Escrita por Danny Burke and Lizzy Brown. Interpretada por D.J. Memê (as Meme). Cortesía de inthegroovemusic LLC.

- En Un Papel 1. Escrita por Paulino Vargas. Cortesía de APM Music.

- Cielito Lindo. Escrita por Quirino Mendoza (as Quirino Mendoza Cortez). Interpretada por Alexa PenaVega and Camilla Belle.

- El Mago Cardona. Escrita e interpretada por Xocoyotzin Herrera. Cortesía de LMS Records.

- Don't Let Go. Escrita por Ramon F. Nova. Interpretada por Pacha Massive. Cortesía de Nacional Records.

- Coloradito. Escrita por Pavel Cal and Jorge Bustamante. Interpretada por Pavel Cal.

- Traigo de mi Pueblo. Escrita por Pavel Cal. Interpretada por Pavel Cal.

- Juanito. Escrita por Pavel Cal and Jorge Bustamante. Interpretada por Pavel Cal.

- Jamás. Escrita por Pavel Cal and Jorge Bustamante. Interpretada por Pavel Cal.

- Katie's Rainbow. Escrita por Geoff Aymar. Interpretada por The Geoff Aymar Quartet. Cortesía de Gotham Records. Gotham Music Placement.

- Te Necesito. Escrita por Shakira (as Shakira Mebarak) and Luis Fernando Ochoa. Interpretada por Shakira. Cortesía de Epic Records. By Arrangement with Sony Music Licensing.

- The Bottom. Escrita por Waylon Payne. Interpretada por Tara Holloway. Cortesía de Waystation Records.

- Need 2 B Loved. Escrita por Andrew Ramsey, Debi Nova, Shannon Sanders, Marius De Vries. Interpretada por Debi Nova. Cortesía de Universal Classics Group. Under license from Universal Music Enterprises.

- Divertimento n.º 17 en re mayor K. 334 - Allegro. Escrita por Wolfgang Amadeus Mozart. Cortesía de APM Music.

- Adagio y allegro, Op 70 - II. Allegro. Escrita por Robert Schumann. Arreglada por George Wilson. Cortesía de APM Music.

- Para Continuar. Escrita por Sara Valenzuela Galvan. Interpretada por Sara Valenzuela. Cortesía de Nacional Records.

- Coloradito (uncredited). Escrita por Pavel Cal and Jorge Bustamante. Interpretada por Pavel Cal.

- El Barrio Esta Caliente. Escrita por Rey el Vikingo Reinery Diaz Hernández. Interpretada por Rey El Vikingo.